# Eclissi solare del 7 marzo 1989
L'Eclissi solare del 7 marzo 1989 è stato un evento astronomico che ha avuto luogo il suddetto giorno attorno alle ore 18:08 UTC. Tale evento ha avuto luogo nella maggior parte del Nord America ad eccezione del sud-est e in aree circostanti. L'eclissi del 7 marzo 1989 è stata la prima eclissi solare nel 1989 e la 202ª nel XX secolo. La precedente eclissi solare si è verificata l'11 settembre 1988, la seguente il 31 agosto 1989.
Il giorno della luna nuova (novilunio), la differenza tra le distanze apparenti di luna e sole osservate sulla terra è estremamente piccola. In tale momento, se la luna si trova in prossimità del nodo lunare, cioè uno dei due punti in cui la sua orbita interseca l'eclittica, si verifica un'eclissi solare. Quando vi è assenza di ombra e la penombra raggiunge parte dell'estremità settentrionale o meridionale della terra, si verifica un'eclissi solare parziale, che si verifica quindi presso le regioni polari della Terra. 

## Percorso e visibilità
Questa eclissi solare parziale poteva essere vista nella maggior parte dell'Alaska eccetto l'estremità occidentale delle Isole Aleutine, nella maggior parte del Canada tranne il sud-est, in Groenlandia esclusa la costa nord-orientale e il punto più meridionale; negli Stati Uniti continentali nord occidentali, in Messico, alle isole Hawaii e al confine più orientale della Russia. La maggior parte dei territori coinvolti, essendo a est della linea di data internazionale, ha visto l'eclissi il 7 marzo; nel punto più orientale della Russia l'eclissi è avvenuta l'8 marzo.

## Eclissi correlate

### Eclissi solari 1986 - 1989
Questa eclissi è un membro di una serie semestrale. Un'eclissi in una serie semestrale di eclissi solari si ripete approssimativamente ogni 177 giorni e 4 ore (un semestre) in nodi alternati dell'orbita della Luna.